# منتخب ماليزيا لهوكي الحقل للرجال
منتخب ماليزيا الوطني لهوكي الحقل للرجال هو ممثل ماليزيا الرسمي في المنافسات الدولية في هوكي الحقل .